# Henricus Kocken
Hendrikus Leonardus Damaskus (Henricus) Kocken (Utrecht, 11 december 1882 – aldaar, 6 september 1955) was een Nederlandse glazenier.

## Leven en werk
Henricus Kocken was een zoon van bakker Johannes Anthonius Kocken en Hillegonda van der Tol. Kocken startte zijn loopbaan in het atelier Sodenkamp in Jutphaas, terwijl hij in de avonduren tekenlessen volgde bij het Genootschap Kunstliefde in Utrecht. Hij kreeg mogelijk ook les van Heinrich Geuer. Medio 1902 vertrok hij naar Kevelaer, waar hij werkte in het atelier Derix.  Hij trouwde in 1911 met Hendrika Tilleman. In 1914 keerde hij terug in Utrecht. 
Kocken werkte in Utrecht met zijn oudste zoon Hendricus als assistent. De ramen werden uitgevoerd in het bedrijf van zijn broer Gert Kocken. Hij zag de glazenierskunst niet als zelfstandige kunstuiting en signeerde zijn werk in de regel niet. Hij was lid van het St. Bernulphusgilde en trok in het verenigingstijdschrift Het Gildeboek de aandacht met zijn kleurig werk, hij toonde er onder meer de ramen die hij maakte voor de Groningse Sint-Jozefkerk. Hij maakte vooral ramen voor katholieke kerken boven de grote rivieren. Zijn ramen waren aanvankelijk neogotisch, vanaf eind jaren twintig werd zijn stijl vrijer. Naast het glasschilderen, maakte hij incidenteel ook olieverfschilderijen. Na de Tweede Wereldoorlog ging zijn gezichtsvermogen snel achteruit.
Kocken overleed in 1955, op 72-jarige leeftijd. Hij werd begraven op de katholieke begraafplaats Sint Barbara. In de collectie van het Museum Catharijneconvent zijn enkele honderden schetsen en kartons van zijn hand opgenomen.

## Werken (selectie)
- raam (1915) voor de kerk in Pannerden
- glas-in-loodramen (ca. 1917) voor de Sint-Jozefkerk in Groningen
- glas-in-loodramen (1920) voor de Sint-Gertrudiskerk in Jabeek
- vijfentwintig glas-in-loodramen voor de Sint-Martinuskerk in Utrecht
- glas-in-loodramen met scènes uit het leven van Gertrudis (ca. 1925) en de Bergrede (1945) voor de Sint-Getrudiskerk in Utrecht
- glas-in-loodramen (1931-1932) voor de Sint-Werenfriduskerk in Zieuwent
- ramen (1934-1936, 1942) voor de Sint-Bavokerk in Harmelen
- Maximiliaanglas (1939) voor de Onze Lieve Vrouwe Onbevlekt Ontvangenkerk in Heeten
- glas-in-loodramen (1940) voor de Onze Lieve Vrouwe ten Hemelopnemingkerk in Zwolle
- glas in lood voor de Onze Lieve Vrouwe ten Hemelopneming in Houten

## Afbeeldingen

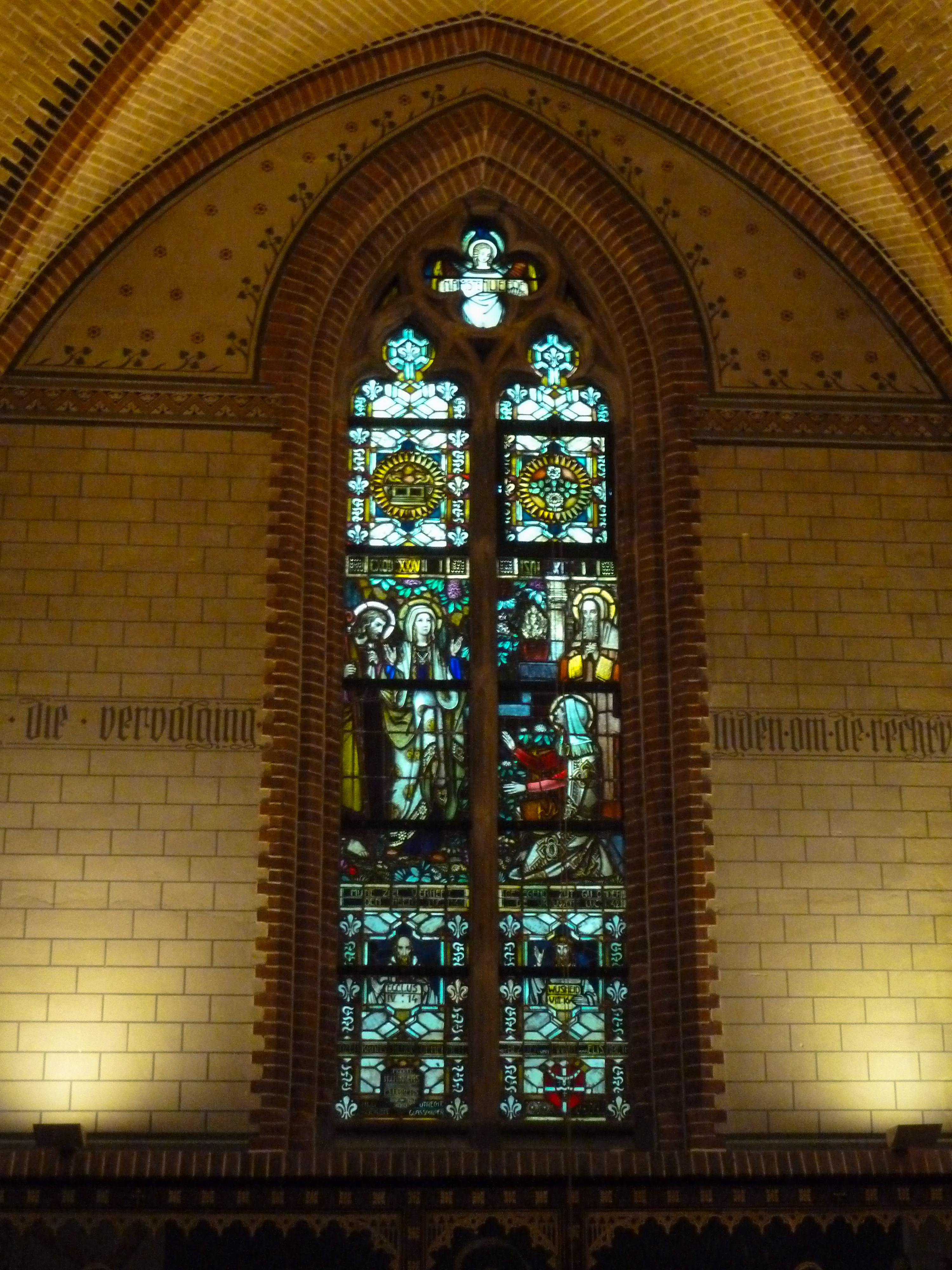
Jozefkerk, Groningen
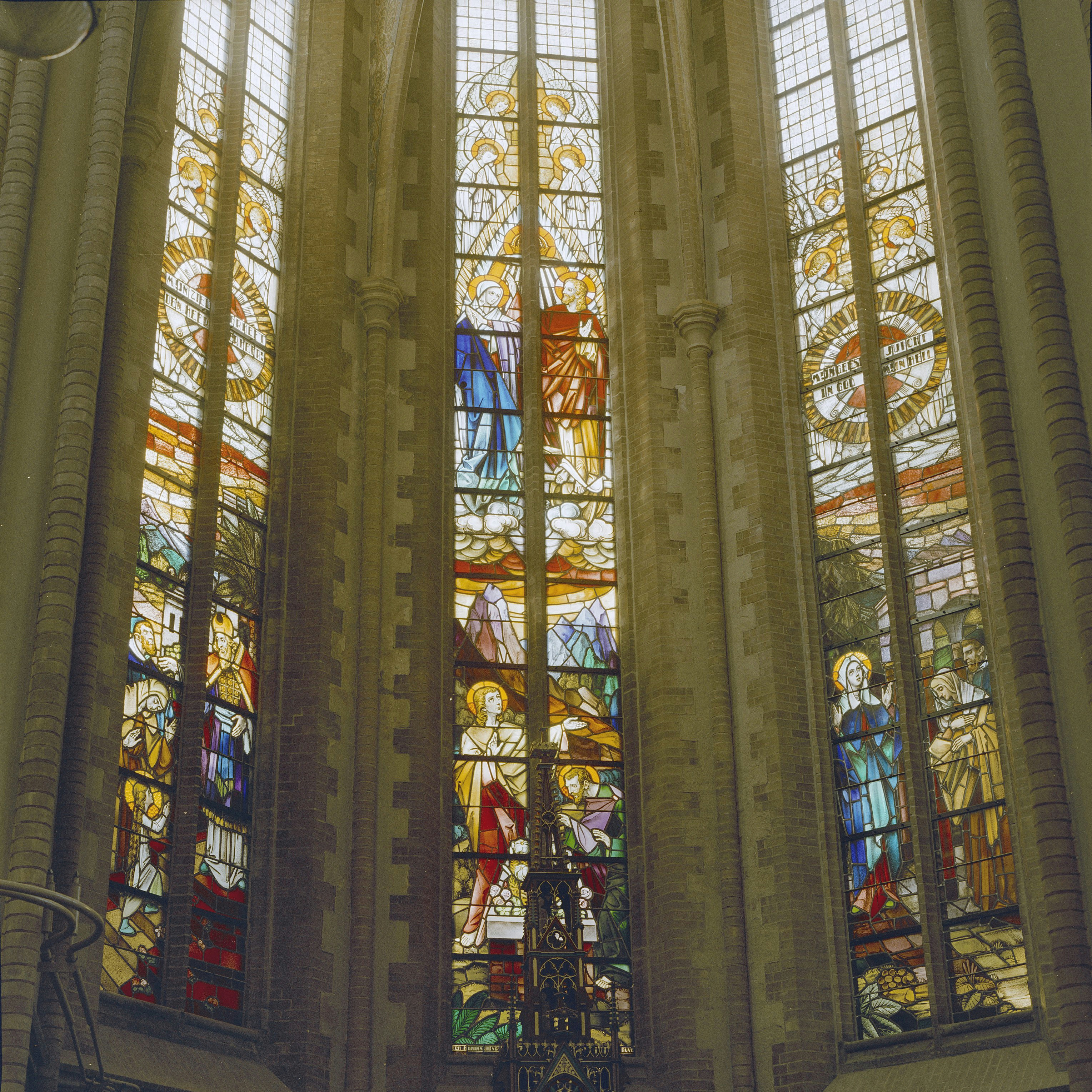
Werenfriduskerk, Zieuwent